# Campeonato Brasileiro de Futebol de 2007 - Série B
O Campeonato Brasileiro Série B de 2007 foi a 26.ª edição da segunda divisão do futebol brasileiro, disputado por 20 equipes. Iniciou-se no dia 11 de maio e encerrou-se em 24 de novembro. O Coritiba sagrou-se campeão na última rodada após uma vitória por 3–2 sobre o Santa Cruz e obteve o direito de disputar a Série A em 2008 ao lado de Ipatinga, Portuguesa e Vitória. Quatro times foram rebaixados para a Série C do ano seguinte: Paulista, Santa Cruz, Remo e Ituano.

## Fórmula de disputa
Os 20 participantes jogaram em grupo único, todos contra todos, em turno e returno. O time que marcou mais pontos ao final das 38 rodadas foi declarado o campeão brasileiro da Série B de 2007. Os quatro primeiros colocados da Série B foram promovidos para a disputa da Série A em 2008. Os quatro últimos times foram rebaixados para a disputa do Campeonato Brasileiro da Série C em 2008.

## Classificação
| Pos | Equipes        | Pts | J  | V  | E  | D  | GP | GC | SG  | Classificação ou rebaixamento |
| --- | -------------- | --- | -- | -- | -- | -- | -- | -- | --- | ----------------------------- |
| 1   | Coritiba       | 69  | 38 | 21 | 6  | 11 | 54 | 41 | +13 | Promovidos à Série A de 2008  |
| 2   | Ipatinga       | 67  | 38 | 20 | 7  | 11 | 60 | 41 | +19 | Promovidos à Série A de 2008  |
| 3   | Portuguesa     | 63  | 38 | 17 | 12 | 9  | 63 | 46 | +17 | Promovidos à Série A de 2008  |
| 4   | Vitória        | 59  | 38 | 18 | 5  | 15 | 68 | 50 | +18 | Promovidos à Série A de 2008  |
| 5   | Fortaleza      | 56  | 38 | 17 | 5  | 16 | 51 | 46 | +5  |                               |
| 6   | Marília1       | 53  | 38 | 17 | 8  | 13 | 66 | 61 | +5  |                               |
| 7   | Criciúma       | 53  | 38 | 15 | 8  | 15 | 51 | 44 | +7  |                               |
| 8   | CRB            | 53  | 38 | 15 | 8  | 15 | 54 | 62 | –8  |                               |
| 9   | Brasiliense    | 53  | 38 | 14 | 11 | 13 | 57 | 53 | +4  |                               |
| 10  | São Caetano    | 53  | 38 | 13 | 14 | 11 | 45 | 39 | +6  |                               |
| 11  | Ponte Preta    | 52  | 38 | 13 | 13 | 12 | 58 | 55 | +3  |                               |
| 12  | Gama           | 51  | 38 | 14 | 9  | 15 | 53 | 56 | –3  |                               |
| 13  | Grêmio Barueri | 51  | 38 | 14 | 9  | 15 | 57 | 71 | –14 |                               |
| 14  | Santo André    | 51  | 38 | 13 | 12 | 13 | 51 | 50 | +1  |                               |
| 15  | Avaí           | 51  | 38 | 13 | 12 | 13 | 52 | 55 | –3  |                               |
| 16  | Ceará          | 50  | 38 | 13 | 11 | 14 | 58 | 58 | 0   |                               |
| 17  | Paulista       | 45  | 38 | 12 | 9  | 17 | 58 | 61 | –3  | Rebaixados à Série C de 2008  |
| 18  | Santa Cruz     | 42  | 38 | 10 | 12 | 16 | 47 | 65 | –18 | Rebaixados à Série C de 2008  |
| 19  | Remo           | 36  | 38 | 10 | 6  | 22 | 53 | 69 | –16 | Rebaixados à Série C de 2008  |
| 20  | Ituano         | 33  | 38 | 8  | 9  | 21 | 41 | 74 | –33 | Rebaixados à Série C de 2008  |

1 O Marília foi punido pelo STJD com a perda de seis pontos por escalar jogador irregular.

## Confrontos
Para ler a tabela, a linha horizontal representa os jogos da equipe como mandante. A coluna vertical indica os jogos da equipe como visitante.
|                | AVA | BRA | CEA | COR | CRB | CRI | FOR | GAM | GBA | IPA | ITU | MAR | PTA | PON | POR | REM | STA | STO | SCA | VIT |
| -------------- | --- | --- | --- | --- | --- | --- | --- | --- | --- | --- | --- | --- | --- | --- | --- | --- | --- | --- | --- | --- |
| Avaí           | —   | 4–2 | 2–0 | 1–0 | 4–2 | 1–0 | 0–2 | 1–0 | 1–1 | 1–0 | 4–0 | 1–1 | 2–0 | 2–3 | 1–1 | 2–3 | 0–0 | 1–0 | 1–1 | 1–0 |
| Brasiliense    | 3–1 | —   | 3–2 | 0–1 | 1–1 | 1–1 | 1–3 | 0–0 | 0–0 | 1–0 | 5–1 | 2–2 | 4–1 | 1–0 | 1–1 | 3–2 | 3–0 | 1–1 | 0–0 | 6–0 |
| Ceará          | 1–0 | 1–3 | —   | 2–2 | 2–1 | 1–1 | 0–1 | 3–0 | 2–1 | 2–0 | 3–0 | 1–1 | 2–1 | 4–1 | 0–0 | 2–1 | 3–0 | 1–2 | 2–3 | 0–3 |
| Coritiba       | 1–0 | 2–1 | 2–0 | —   | 2–1 | 1–0 | 1–0 | 1–1 | 4–1 | 1–0 | 2–0 | 2–3 | 3–1 | 2–1 | 2–0 | 2–1 | 2–0 | 2–1 | 0–1 | 2–2 |
| CRB            | 3–1 | 3–1 | 0–4 | 1–0 | —   | 2–0 | 1–2 | 1–1 | 4–1 | 0–0 | 3–1 | 0–1 | 1–1 | 1–0 | 1–0 | 3–1 | 2–2 | 1–2 | 1–0 | 4–3 |
| Criciúma       | 2–1 | 2–1 | 0–0 | 3–1 | 3–0 | —   | 2–0 | 4–0 | 2–0 | 0–1 | 3–0 | 2–1 | 1–2 | 0–2 | 2–2 | 0–0 | 2–0 | 0–2 | 3–2 | 2–0 |
| Fortaleza      | 3–3 | 0–1 | 1–0 | 4–1 | 1–2 | 2–0 | —   | 2–3 | 2–0 | 0–0 | 2–0 | 3–1 | 2–1 | 1–1 | 3–1 | 3–0 | 2–1 | 2–0 | 0–1 | 2–1 |
| Gama           | 4–2 | 1–2 | 4–2 | 1–0 | 1–0 | 1–2 | 3–1 | —   | 5–3 | 0–2 | 3–1 | 1–0 | 3–4 | 1–1 | 1–2 | 3–1 | 2–1 | 1–1 | 2–0 | 1–0 |
| Grêmio Barueri | 0–0 | 2–2 | 2–1 | 0–1 | 2–3 | 2–1 | 2–1 | 0–2 | —   | 4–2 | 3–2 | 4–3 | 2–1 | 2–1 | 1–0 | 2–1 | 5–1 | 1–1 | 0–2 | 3–1 |
| Ipatinga       | 2–2 | 3–0 | 4–1 | 1–0 | 4–0 | 0–2 | 1–1 | 3–0 | 0–0 | —   | 5–1 | 3–2 | 2–0 | 3–1 | 1–0 | 3–0 | 2–1 | 2–1 | 1–0 | 1–0 |
| Ituano         | 1–1 | 3–0 | 2–3 | 0–1 | 0–1 | 1–1 | 1–0 | 1–1 | 0–3 | 2–2 | —   | 1–1 | 3–1 | 1–1 | 2–1 | 2–1 | 0–2 | 0–0 | 2–1 | 3–1 |
| Marília        | 4–3 | 1–2 | 2–2 | 0–2 | 2–2 | 1–0 | 1–2 | 3–1 | 2–1 | 2–1 | 4–3 | —   | 2–2 | 3–2 | 1–2 | 2–1 | 1–0 | 4–2 | 3–0 | 1–2 |
| Paulista       | 0–1 | 2–0 | 0–0 | 3–2 | 2–2 | 3–1 | 1–0 | 2–1 | 7–0 | 2–5 | 2–3 | 0–2 | —   | 2–2 | 2–2 | 2–0 | 2–2 | 3–1 | 0–1 | 3–0 |
| Ponte Preta    | 0–0 | 2–2 | 1–1 | 1–1 | 2–1 | 3–2 | 2–0 | 1–0 | 2–2 | 5–1 | 2–1 | 1–2 | 1–1 | —   | 2–4 | 1–1 | 6–0 | 2–1 | 1–1 | 0–3 |
| Portuguesa     | 3–1 | 1–1 | 1–2 | 3–1 | 1–1 | 3–1 | 1–0 | 1–0 | 6–2 | 2–3 | 3–1 | 2–0 | 1–1 | 3–2 | —   | 1–0 | 2–2 | 3–0 | 0–0 | 1–0 |
| Remo           | 2–2 | 5–1 | 2–0 | 1–2 | 1–0 | 1–2 | 3–2 | 3–3 | 1–2 | 1–0 | 2–0 | 1–3 | 3–2 | 0–1 | 1–0 | —   | 2–1 | 1–2 | 0–1 | 1–2 |
| Santa Cruz     | 2–2 | 1–0 | 1–1 | 2–3 | 4–1 | 2–1 | 1–0 | 1–1 | 3–0 | 2–1 | 1–0 | 1–0 | 1–0 | 1–1 | 2–2 | 4–4 | —   | 0–1 | 2–2 | 1–3 |
| Santo André    | 3–0 | 1–2 | 5–2 | 0–0 | 1–3 | 3–3 | 1–1 | 1–0 | 1–1 | 0–0 | 3–0 | 1–2 | 1–0 | 0–2 | 2–2 | 4–3 | 3–0 | —   | 1–1 | 0–2 |
| São Caetano    | 0–1 | 1–0 | 3–3 | 1–1 | 4–0 | 1–0 | 1–0 | 0–0 | 1–1 | 0–1 | 2–2 | 1–1 | 2–0 | 0–1 | 1–2 | 3–1 | 2–2 | 1–1 | —   | 2–0 |
| Vitória        | 5–1 | 1–0 | 2–2 | 3–1 | 4–1 | 0–0 | 6–0 | 3–1 | 2–1 | 4–0 | 0–0 | 4–1 | 0–1 | 4–0 | 2–3 | 1–1 | 1–0 | 0–1 | 3–2 | —   |

## Destaques
- Primeira rodada: O primeiro gol do Campeonato Brasileiro da Série B é marcado pelo atacante Leandro, do Barueri, aos 6 minutos na partida em que a equipe de São Paulo derrotou o Remo por 2–1. O jogo ainda foi paralisado por 12 minutos por problemas em um dos refletores do Estádio Palestra Itália.[2]

- Sexta rodada: O Coritiba estréia seu novo técnico, Renê Simões, vencendo o Brasiliense por 2–1.[3]

- Sétima rodada: Durante a partida em que Remo e Gama empataram por 3–3, o árbitro Celso Mota Rezende passou mal e teve que ser substituído por Janison Gurjão Vieira, quarto árbitro da partida.[4]

- Décima nona rodada: O Criciúma, que até então estava 100% em casa, empatou com a Portuguesa em 2–2, conquistando o título simbólico de campeão do primeiro turno da Série B 2007.

- Vigésima sétima rodada: A partida entre Coritiba e Ipatinga seguia empatada por 0–0 até os 48 minutos do segundo tempo quando o árbitro Cléber Wellington Abade marcou pênalti para a equipe de Curitiba. Ânderson Lima precisou bater a penalidade quatro vezes após o assistente anular as primeiras cobranças alegando que o goleiro do Ipatinga teria se adiantado nas três defesas realizadas. Na quarta tentativa o Coritiba fez o gol e manteve a liderança da Série B.[5]

- Trigésima quarta rodada: Coritiba empata com o Vitória por 2–2 em casa e, beneficiado pela derrota do Criciúma para o Santo André, torna-se a primeira equipe matematicamente promovida a Série A de 2008.[6]

- Trigésima quarta rodada: Ituano perde para o Brasiliense por 5–1 e é matematicamente rebaixado para a Série C mesmo faltando três rodadas para o final do campeonato.[7]

- Trigésima sexta rodada: Ipatinga, Portuguesa e Vitória garantem o acesso à Série A em 2008. O primeiro conquistou a vaga ao vencer o Marília por 3–2 no Estádio Ipatingão,[8] a Portuguesa mesmo com a derrota para o líder Coritiba por 2–0 no Couto Pereira,[9] e o Vitória após golear o CRB no Barradão por 4–1.[10]

- Trigésima sexta rodada: Já rebaixado, o Ituano vence o Remo por 2–1 em Itu e força o clube paraense a acompanhá-lo na terceira divisão em 2008.[11]

- Trigésima sétima rodada: Santa Cruz perde para o Criciúma no Estádio Heriberto Hülse por 2–0 e torna-se a terceira equipe rebaixada para a Série C do Brasileiro, no que viria a ser primeira vez que o clube pernambucano disputaria a terceira divisão.[12]

- Trigésima oitava rodada: Paulista perde em casa para o vice-campeão Ipatinga por 5–2 e não consegue escapar do rebaixamento à série C em 2008.[13]

- Trigésima oitava rodada: Coritiba vence o rebaixado Santa Cruz por 3–2, virando a partida no final, e conquista o título de campeão brasileiro da Série B aos 47 minutos do segundo tempo.[14]

## Maiores públicos
Esses são os dez maiores públicos do Campeonato:
| Nº | Público[i] | Mandante   | Placar | Visitante   | Estádio       | Data           | Rodada |
| -- | ---------- | ---------- | ------ | ----------- | ------------- | -------------- | ------ |
| 1  | 38 689     | Coritiba   | 2–3    | Marília     | Couto Pereira | 16 de novembro | 37ª    |
| 2  | 37 893     | Ceará      | 0–1    | Fortaleza   | Castelão      | 7 de setembro  | 24ª    |
| 3  | 34 943     | Vitória    | 1–1    | Remo        | Barradão      | 17 de novembro | 37ª    |
| 4  | 34 747     | Vitória    | 0–0    | Criciúma    | Barradão      | 27 de outubro  | 32ª    |
| 5  | 34 141     | Santa Cruz | 0–1    | Santo André | Arruda        | 2 de outubro   | 28ª    |
| 6  | 33 437     | Santa Cruz | 1–0    | Paulista    | Arruda        | 18 de setembro | 26ª    |
| 7  | 33 156     | Santa Cruz | 1–3    | Vitória     | Arruda        | 13 de outubro  | 30ª    |
| 8  | 32 786     | Coritiba   | 1–0    | Criciúma    | Couto Pereira | 12 de outubro  | 30ª    |
| 9  | 32 604     | Coritiba   | 2–2    | Vitória     | Couto Pereira | 3 de novembro  | 34ª    |
| 10 | 32 219     | Santa Cruz | 1–0    | Marília     | Arruda        | 7 de setembro  | 24ª    |

- i. ^ Considera-se apenas o público pagante

## Médias de público
Estas são as médias de público dos clubes no Campeonato. Considera-se apenas os jogos da equipe como mandante e o público pagante.
| Pos. | Time           | Média  |
| ---- | -------------- | ------ |
| 1    | Santa Cruz     | 28 228 |
| 2    | Vitória        | 18 762 |
| 3    | Coritiba       | 17 377 |
| 4    | Ceará          | 13 588 |
| 5    | Fortaleza      | 10 877 |
| 6    | Grêmio Barueri | 9 774  |
| 7    | Remo           | 6 906  |
| 8    | CRB            | 6 701  |
| 9    | Criciúma       | 5 715  |
| 10   | Avaí           | 3 715  |
| 11   | Ipatinga       | 3 344  |
| 12   | Brasiliense    | 3 141  |
| 13   | Marília        | 3 131  |
| 14   | Portuguesa     | 2 661  |
| 15   | Ponte Preta    | 2 638  |
| 16   | Paulista       | 2 591  |
| 17   | Gama           | 1 489  |
| 18   | Santo André    | 1 389  |
| 19   | São Caetano    | 757    |
| 20   | Ituano         | 405    |

## Premiação
| Campeonato Brasileiro 2007 Série B          |
| Paraná                                      |
| ------------------------------------------- |
| Coritiba Foot Ball Club Campeão (1° título) |